# Minami-Sunamachi (métro de Tokyo)
Minami-Sunamachi (南砂町駅, Minami-Sunamachi-eki) est une station du métro de Tokyo sur la ligne Tōzai dans l'arrondissement de Kōtō à Tokyo. Elle est exploitée par le Tokyo Metro.

## Situation sur le réseau
La station Minami-Sunamachi est située au point kilométrique (PK) 17,0 de la ligne Tōzai.

## Histoire
La station a été inaugurée le 29 mars 1969.
Il est en cours d'agrandir la station à 3 voies et deux quais central ,pour permettre d'absorber la fréquence en heure de pointe, et offrir une possibilité de retournement.

## Services aux voyageurs

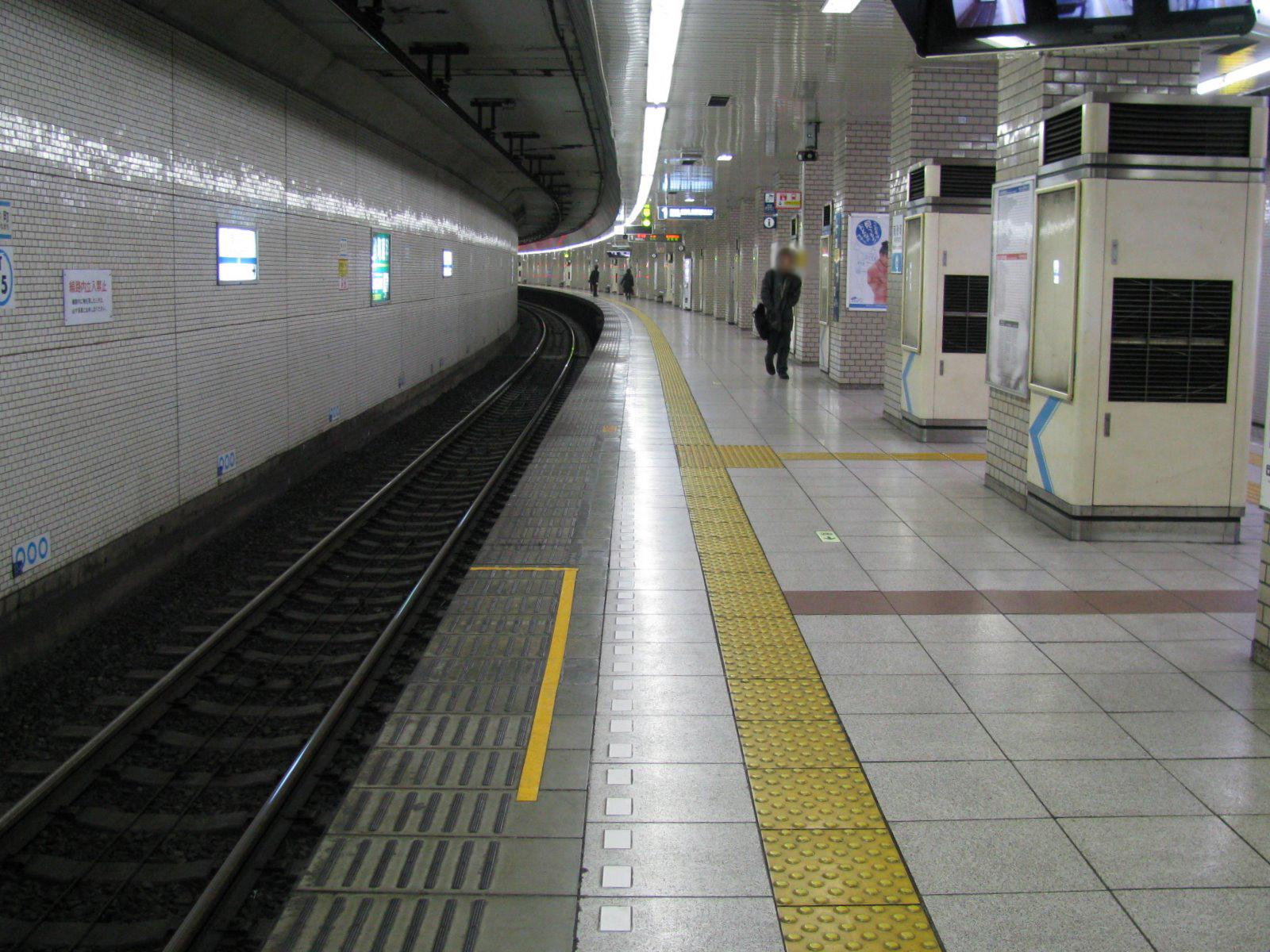
Quai de la station.

### Accès et accueil
La station est ouverte tous les jours.
En moyenne, 62 257 voyageurs ont fréquenté quotidiennement la station en 2015.

### Desserte
Ligne Tōzai :
- voie 1 : direction Nishi-Funabashi (interconnexion avec la ligne Tōyō Rapid pour Tōyō-Katsutadai ou la ligne Chūō-Sōbu pour Tsudanuma)
- voie 2 : direction Nakano (interconnexion avec la ligne Chūō-Sōbu pour Mitaka)